# 青春 (朝鮮の雑誌)
『青春』（せいしゅん）は1914年9月に創刊された朝鮮の文芸雑誌。

## 概要
『青春』は『少年』の後継雑誌として、1914年9月に創刊される。発行所は新文館。発行人は崔昌善。しかし、崔南善が実質の雑誌運営を行う。崔昌善は崔南善の兄である。創刊号は菊版で約300ページに及び、その後は、平均して120ページほどの分量で出版される。小説、漢詩、新体詩、古典などの文学だけでなく、科学、歴史、地理、生物など多様な分野の記事を載せた総合雑誌である。表紙にもこだわりを見せ、読者投稿欄を設けるなど、大衆に目を向けた雑誌であった。「現状文芸争先公募」と銘打って読者から文芸作品を募り、掲載されると賞金に加えて崔南善と李光洙の評がもらえるというので、たいへんな人気を得た。
『青春』は1号から6号まで毎月発行されるが、日本の妨害で6号以降、しばらく休刊し、1917年に続刊するが、1918年9月26日に第15号を出した後、廃刊を余儀なくされる。
雑誌の傾向としては、啓蒙的、教育的で一貫している。また、海外文学を翻訳紹介することで海外文学の普及にも貢献した。
1980年に陽文社から影印本が出版される。